# Un maresciallo in gondola
Un maresciallo in gondola è un film per la televisione italiano del 2002, diretto da Carlo Vanzina e interpretato da Ezio Greggio. È uno spin-off della miniserie televisiva Anni '50 del 1998.

## Trama
1959. Al maresciallo dei Carabinieri Arturo Colombo viene dato l'ordine di lasciare Cortina d'Ampezzo (dove si era trasferito da Capri) e di partire per Venezia, dove alla Mostra del Cinema dovrà proteggere la famosa attrice statunitense Kim Dorak, e soprattutto, la preziosa collana della star. Da qui iniziano varie vicissitudini — tra cui le "figuracce" di Colombo col direttore della Mostra, le trappole dei giornalisti per scovare scoop sull'attrice, e soprattutto l'incontro con un famoso ladro francese, detto il Gatto per la sua agilità (il quale causò anche il licenziamento dell'ex appuntato Gavino Puddu, che ora fa il cameriere nell'hotel in cui Colombo alloggia con Kim Dorak) — che comunque, alla fine, vedono Arturo trionfare e uscire da un pericoloso intrigo internazionale a testa alta.